# Johannes Steinhoff
Pour les articles homonymes, voir Steinhoff.
Johannes « Macky » Steinhoff (né le 15 septembre 1913 à Bottendorf, mort le 21 février 1994 à Wachtberg) est un militaire allemand, as de la Seconde Guerre mondiale. Il est considéré par beaucoup comme un des plus efficaces chefs de la Luftwaffe, combattant pendant tout le conflit et ayant survécu pour reprendre sa carrière dans la nouvelle Bundesluftwaffe des années 1950. Il est titulaire de 176 victoires.

## Débuts
Steinhoff veut devenir enseignant en langues étrangères mais la crise de 1929 le pousse dans la marine où il devient officier. Il y devient l'ami d'un autre futur as, Dietrich Hrabak. Désirant comme lui devenir aviateur, Steinhoff est transféré dans la Luftwaffe en 1935.
Le Leutnant Steinhoff commande déjà la 10./(N)JG 26, lorsque débute la campagne de Pologne. Ses deux premières victoires sont obtenues le 18 décembre 1939 dans une interception de Wellington au-dessus de la mer du Nord. Par la suite, son unité ne participe que passivement au Blitzkrieg. Vient ensuite la bataille d'Angleterre où Steinhoff est placé à la tête de la 4./JG 52, l'escadre entière étant un peu en retrait au cours de cette campagne à la suite des nombreuses pertes. À la fin, son score compte 5 victoires aériennes.
Peu de victoires, donc, mais un tacticien hors pair, très soucieux de la cohésion des hommes qu'il commande. Steinhoff n'hésitait pas à remonter les bretelles de ses subordonnés s'ils avaient le malheur de sortir des rangs. Hans-Joachim Marseille en fit les frais, de même que Walter Krupinski un peu plus tard. Eux-mêmes et d'autres devinrent par la suite de grands as. Victorieux de trois Spitfire en février et mai 1941, Steinhoff, de même que toute la JG 52, arrive aux portes de la Russie avec un niveau d'entraînement très élevé. Et comme d'autres, c'est dans le ciel soviétique que son score va enfler rapidement.

## Renommée
Cantonné sur le front sud de l'U.R.S.S, Steinhoff descend 43 avions du 22 juin au 2 décembre 1941, dont 17 rien qu'en juillet, en majorité des bimoteurs DB-3, pour un total d'une cinquantaine de victoires. Il reçoit également entre-temps la croix de chevalier de la croix de fer le 30 août 1941 après 35 succès. Il est alors l'un des meilleurs pilotes de son escadrille et fait partager à d'autres son expérience. Passent ou passeront notamment sous ses ordres de futurs as comme le jeune Heinz Schmidt, Waldemar Semelka (en), Siegfried Simsch (en), Gustav Denck, Adolf Glunz (en) et Gerhard Barkhorn.
Il prend le 1er mars 1942 le commandement du II./JG 52 en tant que Hauptmann, remportant durant cette période une trentaine de succès supplémentaire avant que ne débute la campagne de Stalingrad en été. Rien qu'en août, il descend 24 appareils soviétiques, dont un quadruplé en une journée et deux quintuplés les 23 et 30 août. Il atteint finalement les 100 victoires le lendemain. Deux jours plus tard, il est décoré des feuilles de chêne. Après une pause en octobre, Steinhoff repart de plus belle fin automne et l'hiver 42-43 en remportant victoire sur victoire : 8 en novembre, 21 en décembre, 8 en janvier et encore 8 en février. Le 2 de ce mois, il devient le 7e as de la Luftwaffe à atteindre la barre des 150 victoires.

## La Méditerranée
Le désormais Major Steinhoff prend le commandement de la JG 77 en avril 1943 en Tunisie, après la mort de Joachim Müncheberg. Une guerre totalement différente commence alors pour lui face à des adversaires équipés d'avions plus sophistiqués, tels les quadrimoteurs américains. Il se défait d'au moins un Spitfire début avril mais la chasse britannique ne le rate pas non plus.
À la suite de l'effondrement du front nord africain, il combat en Italie. Le 25 juin 1943, il réussit à descendre un B-17 au-dessus du détroit de Messine en amenant tant bien que mal sa formation en bonne position d'attaque. Lors d'une sortie où il essaye un Bf 109 au-dessus de sa base de Foggia en Italie, lui et ses ailiers sont attaqués par un groupe d'environ 100 chasseurs alliés, principalement des P-38 Lightnings. Steinhoff et sa section contre-attaquent et il réussit à atteindre deux des agresseurs et peut observer un des pilotes américains sauter en parachute qui est fait prisonnier. Ce dernier reçoit une invitation du Kommandeur Steinhoff pour dîner sous sa tente, avec vin italien…
La JG 77 combat ensuite en Roumanie toujours contre un adversaire très supérieur en nombre. Il remporte au total une douzaine de victoires sur le front méditerranéen.

## Conflit avec les dirigeants
Le 28 juillet 1944, l'Oberstleutnant Steinhoff est en présence d'Hitler avec le Major Kurt Bühligen pour recevoir les glaives à la croix de chevalier. Une violente discussion éclate quand Bühligen déclare que la chasse allemande est numériquement inférieure et que ses chasseurs sont moins rapides. Comme tant d'autres avant lui, Steinhoff demande alors désespérément à Hitler l'entrée en service du Me 262 dans la chasse, en vain. Dans son livre Les Premiers et les derniers, Adolf Galland évoque cette rencontre avec détails.
En automne, le Me 262 est tout de même versé à la chasse. Le 1er décembre 1944, Steinhoff prend la tête de la première escadre de chasse équipée de cet avion, la JG 7 « Nowotny ». Néanmoins, après l'opération Bodenplatte et la perte de 250 pilotes allemands dans une attaque inutile, il y a un soulèvement général auquel participe notamment Günther Lützow contre le chef de la Luftwaffe Hermann Göring. Limogé comme d'autres, Steinhoff est menacé d'exécution mais il est finalement autorisé à rejoindre Adolf Galland et sa JV 44 pour combattre une dernière fois sur Me 262.

## Le dernier vol
Du 3 au 17 avril, il remporte 6 succès sur cet appareil, dont 4 quadrimoteurs mais le 18 avril, il est victime d'un très grave accident. Ce jour-là, son train d'atterrissage roule dans un trou au décollage et son Me 262, plein de carburant, s'affale sur le ventre en glissade. Ses fusées R4M qu'il portaient sous ses ailes explosent et le combustible commence à s'enflammer. Steinhoff parvient de justesse à se tirer des flammes mais ses brûlures sont cependant très graves. Pris en charge dans un hôpital, il survit mais le diagnostic est pessimiste.
Johannes Steinhoff aura été l'un des rares pilotes de la Seconde Guerre mondiale à avoir abattu au moins un adversaire au cours de chaque année du conflit : 1939, 1940, 1941, 1942, 1943, 1944 et 1945. Son score final s'établit à 176 succès, soit environ 150 sur le front Est, 12 en Méditerranée et à peu près autant sur le reste du front Ouest. Il a effectué 993 missions et s'est fait descendre à 12 reprises, dont une éjection. Steinhoff a admis lui-même plus tard qu'il n'avait guère confiance dans les parachutes et préférait essayer de poser son avion endommagé en espérant que celui-ci tienne le coup avant que le moteur lâche.

## Un retour courageux
Quand la guerre s'achève, l'Oberst Johannes Steinhoff lutte encore pour survivre. Il parvient toutefois à guérir peu à peu et parvient finalement à s'en sortir, démontrant ainsi sa volonté. Il doit néanmoins passer plusieurs années en chirurgie esthétique, notamment en Angleterre.
Steinhoff est invité par le nouveau gouvernement allemand à reconstruire la nouvelle Luftwaffe sous couvert de l'OTAN. Il grimpe les échelons et devient général. Il recrute parmi ses anciens amis et pilotes allemand tels que Erich Hartmann, Gerhard Barkhorn et Günther Rall pour ne citer qu'eux. Il devient commandant temporaire des Armées de l'air de l'OTAN en Europe Centrale (1965-1966), inspecteur général de la chasse de la Luftwaffe (1966-1970) et plus tard président du comité militaire de l'OTAN (1971-1974). Il prend sa retraite militaire le 31 mars 1974.
Il a écrit plusieurs livres retraçant sa carrière de pilote au temps de la guerre. Steinhoff reçoit également de nombreux honneurs pour son travail sur la structure de la Luftwaffe d'après-guerre et l'intégration des forces armées fédérales allemandes dans l'OTAN, incluant : l'ordre du mérite avec l'étoile, la légion américaine du mérite et la Légion d'honneur française.
L'aviateur contribua également à faire baisser le taux d'accidents élevé des pilotes de la Luftwaffe sur le F-104 Starfighter. Il avait déduit que les crashs n'étaient pas dus à l'avion mais à la formation des pilotes. Il s'impliqua énergiquement à corriger le problème et le taux d'accidents chuta nettement.
Johannes Steinhoff s'est éteint à 80 ans le 21 février 1994.

## Citation
« Le combat nous coûta encore des pertes cruelles. Le 18 avril, Steinhoff s'écrasa au décollage et se sauva des débris en flammes de son turbo avec des brûlures extrêmes. (…) Yves Michelet, traducteur français et éditeur de ce livre, a ajouté ce qui suit dans une note au bas de la page 461 : « Complètement défiguré, Steinhoff a remonté la pente avec un très grand courage et, vingt et un ans après la guerre, il était commandant en chef de l'aviation militaire de la République fédérale d'Allemagne, la Bundesluftwaffe. Il a exercé de très hautes fonctions à l'OTAN dans les années soixante-dix. ».
Adolf Galland, Les Premiers et les derniers